# NGC 7684
NGC 7684 est une galaxie lenticulaire située dans la constellation des Poissons. NGC 7684 a été découverte par l'astronome allemand Albert Marth en 1865.

## Caractéristiques
Selon NED NGC 7684 est une radiogalaxie. De plus, la base de données Simbad mentionne qu'il s'agit d'une galaxie à noyau actif. 

### Distance
Sa vitesse par rapport au fond diffus cosmologique est de 4 793 ± 26 km/s, ce qui correspond à une distance de Hubble de 70,7 ± 5,0 Mpc (∼231 millions d'al).